# Loxosceles vicentei
Espèce
Loxosceles vicentei est une espèce d'araignées aranéomorphes de la famille des Sicariidae.

## Distribution
Cette espèce est endémique du Chili. Elle se rencontre dans les régions de Coquimbo et d'Atacama.

## Description
Le mâle holotype mesure 7,5 mm et la femelle paratype 8,3 mm.

## Systématique et taxinomie
Cette espèce a été décrite par Taucare-Ríos, Brescovit et Villablanca en 2022.

## Étymologie
Cette espèce est nommée en l'honneur de Vicente Villablanca.

## Publication originale
- Taucare-Ríos, Brescovit & Villablanca, 2022 : « A new species of Loxosceles Heineken & Lowe, 1832 (Araneae: Sicariidae) from Chile. » Revista Chilena de Entomología, vol. 48, no 1, p. 157-164 (texte intégral).